# Писковичи
Пи́сковичи — деревня в Псковском районе Псковской области России. Административный центр Писковичской волости Псковского района.

## География
Расположена на реке Великой в 5 км к северо-западу от северной границы города Пскова, фактически являясь его пригородом (не случайно в обиходе Писковичи называют «посёлком», а не «деревней»).
Между Псковом и Писковичами существует постоянное автобусное сообщение с помощью внутригородского автобусного маршрута № 118 (Псков, ул.Рокоссовского — д. Муровицы).

## Население
| 2000 | 2001  | 2002  | 2010  | 2012  | 2017  | 2021  |
| ---- | ----- | ----- | ----- | ----- | ----- | ----- |
| 3030 | →3030 | ↘2830 | ↘2631 | ↘2584 | ↗2778 | ↘2572 |

Численность населения по состоянию на начало 2001 года составляла 3030 жителей.

## Жилищный фонд
Жилищный фонд представлен почти исключительно многоэтажными домами; частный жилой сектор практически исчез.
На территории Писковичей построены многоэтажный жилой комплекс (ЖК) «Видный» («Загорицкая горка») с расчётной численностью населения 2020 жителей, а также дом бизнес-класса «Южная Гавань».

## Церковь Апостола Матфея
На территории Писковичей (в разговорной речи местных жителей — «Пискович») находится памятник русской православной архитектуры начала XVIII в. — церковь Апостола Матфея.

Церковь типа «восьмерик на четверик», с пятиугольной апсидой и притвором. Общее решение в псевдорусском стиле. Четверик бесстолпный, восьмерик на тромп и уступчатых консолях. Перекрытие — сомкнутый восьмигранный свод. Материал — известняковая плита.

Церковь Апостола Матфея является архитектурным памятником республиканского значения (Постановление Совета Министров РСФСР № 1327 от 30.08.1960 г.).

## Инфраструктура
В деревне имеется МБОУ «Писковская средняя общеобразовательная школа», ДОУ — детский сад «Рябинушка», Академия тенниса Пскова (самый большой теннисный клуб в Псковской области), конно-спортивный клуб «Возрождение», физкультурно-оздоровительный комплекс, Дом культуры, Музей истории. Парковые зоны, большое количество спортивных и детских площадок, магазины (основные — магазины торговых сетей «Магнит» и «Пятёрочка»).

## Агрофирма «Победа»
Писковичи являются центральной усадьбой одного из передовых в Псковской области сельскохозяйственного предприятия — агрофирмы (в советский период — Ордена Трудового Красного Знамени совхоза) «Победа». Превращение совхоза «Победа» в 1970-х — 1980-х гг. в одно из ведущих хозяйств региона связано с именем его директора, Героя Социалистического труда Григория Ивановича Гецентова (1916—1992).

## Снетогорско-Муровицкий памятник природы
На территории деревни частично расположен Снетогорско-Муровицкий памятник природы.
Он имеет площадь 46,93 га, расположен на правом берегу реки Великой, от поселка Снятная Гора до деревни Муровицы. На прилегающей к памятнику природы территории находятся населённые пункты: деревня Хотицы, деревня Писковичи, деревня Загорицы и деревня Муровицы. В районе Снетной Горы и Писковичей обнажаются слои доломитов и мергелей с окаменевшими остатками древней фауны. Растительный покров представлен травянистыми сообществами с преобладанием злаков и бобовых, зарослями кустарников, участком широколиственного леса. В границах памятника природы зарегистрировано 365 видов высших растений из 71 семейства. На данной территории произрастает 41 вид редких для Псковской области растений.

## Известные уроженцы
- Дианов, Александр Иванович  (1902—1986) — военно-морской деятель, контр-адмирал.

## Галерея
- Вид на ц. Апостола Матфея с северной стороны; слева — здание самой церкви, справа — колокольня, расположенная над входом в храм
- Вид на храм Св. Матфея с реки Великой
- Кладбище, «Вечный огонь»
- Начало д. Писковичи с запада — со стороны д. Загорицы
- Начало д. Писковичи с востока — со стороны д. Хотицы и г. Псков
- Вид на реку Великая из Писковичей